# Rząd Andreja Kabiakouwa
Rząd Andreja Kabiakouwa – urzędująca od 27 grudnia 2014 do 18 sierpnia 2018 Rada Ministrów Republiki Białorusi pod kierownictwem premiera Andreja Kabiakouwa.

## Skład Rady Ministrów
nazwiska podano w transkrypcji z języka białoruskiego
- prezes Rady Ministrów - Andrej Kabiakou
- pierwszy Wiceprezes Rady Ministrów - Wasil Maciuszeuski
- wiceprezes Rady Ministrów - Anatol Kalinin
- wiceprezes Rady Ministrów - Natalla Kaczanawa, następnie Wasil Żarko
- wiceprezes Rady Ministrów - Michaił Rusy
- wiceprezes Rady Ministrów - Uładzimir Siamaszka
- minister architektury i budownictwa - Anatol Czorny
- minister spraw wewnętrznych - Ihar Szuniewicz
- minister gospodarki komunalnej - Alaksandr Cierachau
- minister zdrowia - Wasil Żarko, następnie Waleryj Małaszka
- minister spraw zagranicznych - Uładzimir Makiej
- minister informacji - Lilija Ananicz, następnie Alaksandr Karlukiewicz
- minister kultury - Barys Swiatłou, następnie Juryj Bondar
- minister gospodarki leśnej - Michaił Ameljanowicz, następnie Wital Drożża
- minister obrony - Andrej Raukou
- minister edukacji - Michaił Żuraukou, następnie Ihar Karpienka
- minister do spraw podatków i opłat - Siarhiej Naliwajka
- minister do spraw sytuacji nadzwyczajnych - Uładzimir Waszczanka
- minister zasobów naturalnych i ochrony środowiska - Andrej Kauchuta[3], następnie Andrej Chudyk
- minister przemysłu - Wital Wouk
- minister komunikacji i informacji - Siarhiej Papkou
- minister rolnictwa i żywności - Leanid Zajac
- minister sportu i turystyki - Alaksandr Szamko, następnie Siarhiej Kawalczuk
- minister handlu - Wałancin Czakanau, następnie Uładzimir Kałtowicz, później urząd zlikwidowany
- minister regulacji antymonopolowych i handlu - Uładzimir Kałtowicz (urząd powołany w trakcie istnienia rządu)
- minister transportu i komunikacji - Anatol Siwak
- minister pracy i opieki społecznej - Maryjana Szczotkina, następnie Waleryj Małaszka[4], następnie Iryna Kasciewicz
- minister finansów - Uładzimir Amaryn
- minister gospodarki - Uładzimir Zinouski
- minister energetyki - Uładzimir Patupczyk
- minister sprawiedliwości - Aleh Sliżeuski